# Maurice Girot-Pouzol
Pour les articles homonymes, voir Girot-Pouzol.
Maurice Camille Girot-Pouzol, né le 2 février 1796 au Broc (Puy-de-Dôme) et mort le 14 janvier 1857 à Issoire (Puy-de-Dôme), est un homme politique français.

## Biographie
Fils du conventionnel Jean-Baptiste Girot-Pouzol, il est un opposant à la Restauration. Il est député du Puy-de-Dôme de 1831 à 1834, siégeant dans l'opposition de gauche à la Monarchie de Juillet. Il retrouve son siège de député de 1848 à 1851, siégeant avec les partisans du général Cavaignac, puis à droite.

## Sources
- « Maurice Girot-Pouzol », dans Adolphe Robert et Gaston Cougny, Dictionnaire des parlementaires français, Edgar Bourloton, 1889-1891 [détail de l’édition]